# Сієхалаф
Сієхалаф — вегетаріанський суп з «Чорної трави», який готують традиційно в Таджикистані. Зазвичай цю страву готують навесні. Назва супу походить від назви рослини «сієхалаф», що означає в перекладі «Чорна трава».

## Опис
Готують суп з трави сієхалаф, яка нагадує зовні зелену цибулю. Ця трава допомагає підтримувати імунітет та тримати  у тонусі організм, бо містить йод, мінеральні солі, ефірні олії. Сієхалаф містить багато йоду, тому колір страви рожево-фіолетовий. 

## Приготування
До киплячої підсоленої води додати рис. Довести до готовності. Додати дрібно нарізаний сієхалаф. Через 5-10 хвилин суп готовий. Перед подачею на стіл заправити чаккою або чурготом (густим кисляком).